# César Gutiérrez Leytón
César Gutiérrez Leytón (Colquechaca, Potosí, 24 de diciembre de 1920 - Potosí, 6 de noviembre de 2014) fue un destacado compositor y músico boliviano. Es conocido por ser el autor de la cueca Sangre Española que hace referencia a la influencia de la cultura española en la identidad potosina.

## Biografía
Existen discrepancias en cuanto a la fecha de su nacimiento. Algunas fuentes indican que nació el 24 de diciembre de 1920, mientras que otras señalan su nacimiento en la localidad de Colquechaca, capital de la provincia Chayanta del departamento de Potosí, el 23 de septiembre de 1918.
Gutiérrez Leytón inició su educación en la escuela Alonso de Ibáñez, graduándose como bachiller del Colegio Pichincha. Se dice que desde temprana edad mostró interés por la música. Comenzó sus estudios musicales durante la escuela primaria a cargo del profesor Mariano Revilla Vargas, primo hermano de su madre.
Continuó su formación en la sección musical de la Escuela Nacional de Maestros de la ciudad de Sucre. En esta institución estudió con los maestros: Osvaldo D’Amor (técnica del violín e historia de la música), Lisay de Sanden (técnica vocal y fonética), Mario Estenssoro (solfeo y técnica de piano) y Adolfo Eric Eianer (armonía y contrapunto). Paralelamente se desarrolló en el rol de maestro de capilla, siendo una figura reconocida en ceremonias religiosas por lo cual acompañaba misas en las iglesias de San Agustín y San Juan de Dios, entre otras.

## Obra musical
Fue compositor de aproximadamente 300 creaciones musicales en diversos géneros, entre las cuales figuran himnos, canciones escolares, marchas, música religiosa, música navideña. Compuso las suites “Aires de mi tierra”, “Variaciones de mi tierra”, “Romance” y “Raza de Bronce”. Es autor del vals “La Madre” y también compuso las cuecas “Reír llorando”, “Casi te quiero”, “Hechicerita”, “Cantando me voy”, “Palomita”, “Flor de oro”, “Primorosa”, “Rumbo al mar”, “Kollitas” y “Sangre española”.
Es reconocido por la composición "Sangre Española", una cueca que refleja la identidad cultural del potosino y la influencia española en la región. La popularización de esta canción inició con la versión del grupo potosino Los Pachechos y en años recientes la versión del grupo Horizontes y el grupo Bolivia contribuyeron a su vigencia en el cancionero nacional. 

Sangre española corre en tus venas.

Las cositas que Dios perdona 
son conocidas.

Cantar, bailar, darte un besito, seguir la vida.
César Gutiérrez Leytón

## Reconocimientos
Gutiérrez recibió premios en diferentes concursos de composición musical. Entre estos reconocimientos figuran los otorgados por la Universidad Autónoma Tomás Frías. La Federación Departamental de Maestros de Oruro, clubes sociales y deportivos de Sucre, La Paz, Cochabamba, Camargo, Pulacayo y Uyuni.